# William Withering
William Withering (Wellington, Shropshire; 17 de marzo de 1741 - Birmingham, 6 de octubre de 1799) fue un médico, geólogo, químico, y botánico británico.

## Biografía
Withering estudió Medicina en la Universidad de Edimburgo, y trabajó como médico desde 1779 en el Birmingham General Hospital. Se cuenta que un paciente que tenía Withering con un corazón débil que no mejoraba, sin embargo este paciente que tomó un preparado de plantas, remedio tradicional de la zona, mejoró. Investigó la causa de esta mejoría y descubrió que la sustancia activa responsable se encontraba en las hojas de la Dedalera (Digitalis purpurea).
La sustancia activa es actualmente conocida como digitalis, derivado del nombre científico de la planta. En 1785, publicó un trabajo The Foxglove and some of its Medical Uses, que contiene informes sobre pruebas clínicas y notas sobre la toxicidad de la digitalis.
Vivió en Edgbaston Hall (actualmente un club de golf y reserva natural), en Birmingham, Inglaterra, y fue uno de los miembros de la "Lunar Society".
Además de su actividad médica, publicó un libro sobre la Flora Británica, que se imprimió en varias ediciones. Además publicó un trabajo de clasificación de Hongos pionero en su tiempo.
Está enterrado en la iglesia vieja de Edgbaston, próxima a "hall". Su lápida, que actualmente se ha trasladado al interior de la iglesia, tiene dedaleras grabadas en la parte superior, para conmemorar su descubrimiento. También es recordado por las "Piedras de la Luna" de la "Lunar Society Moonstones", también en Birmingham.

## Obra
Esta lista fue extraída de Sheldon, 2004:
- 1766 Dissertation on angina gangrenosaspastic
- 1773 "Experiments on different kinds of Marle found in Staffordshire" Phil Trans. 63: 161-2
- 1776 "A botanical arrangement of all the vegetables growing in Great Britain..." (dos vols.) Publ Swinney, Londres
- 1779 "An account of the scarlet fever and sore throat, or scarlatina; particularly as it appeared at Birmingham in the year 1778" Publ Cadell Londres
- 1782 "An analysis of two mineral substance, vz. the Rowley rag-styone and the toad stone" Phil Trans 72: 327-36
- 1783 "Outlines of mineralogy" Publ Cadell, Londres (traducción del original en latín de Bergmann)
- 1784 "Experiments and observations on the terra ponderosa" Phil trans 74: 293-311
- 1785 "An account of the foxglove and some of its medical uses; with practical remarks on the dropsy, and some other diseases" Publ Swinney, Birmingham
- 1785 "The Foxglove and some of its Medical Uses"
- 1787 "A botanical arrangement of British plants..." 2.ª ed. Publ Swinney, Londres
- 1788 Letter to Joseph Priestley on the principle of acidity, the decomposition of water. Phil Trans 78: 319-330
- 1790 "An account of some extraordinary effects of lightning" Phil Trans 80: 293-5
- 1793 "An account of the scarlet fever and sore throat..." 2.ª ed Publ Robinson, Londres
- 1793 "A chemical analysis of waters at Caldas" extraídp de Actas da Academica real das Sciencias
- 1794 "A new method for preserving fungi, ascertained by chymical experiments" Trans Linnean Soc 2: 263-6
- 1795 "Analyse chimica da aqua das Caldas da Rainha" Lisboa (un análisis químico del agua de Caldas da Rainha)
- 1796 "Observations on the pneumatic medicine" Ann Med 1: 392-3
- 1796 "An arrangement of British plants..." 3.ª ed. Publ Swinney, Londres
- 1799 "An account of a convenient method of inhaling the vapour of volatile substances" Ann Med 3: 47-51
- "British Flora",